# Montuhotepi
Seanjenra Mentuhotep, o Mentuhotep VII, fue un faraón de la dinastía XVII, que gobernó c. 1601 a. C.
Su esposa fue Satmut, posiblemente, y su hijo Herunefer.
El corto reinado de Mentuhotep y el papel secundario de regente en parte de Tebas, es confirmado por algunos objetos con su nombre en: dos esfinges en Edfu, una estela de Karnak y algunos escarabeos.
El Canon Real de Turín (11.4), parcialmente legible, indica su posible nombre: (Seanj...ra) 1..., con un año de reinado.
- Ryholt lo asignó a la Dinastía XVI, gobernando a. 1632-1631 a. C.

## Titulatura
| Titulatura | Jeroglífico | Transliteración (transcripción) - traducción - (referencias) |

| N5 | s | S34 | n |

| N5 | s | S34 | n |

| N5 | s | S34 | n |

| N5 | s | S34 | n |

| N5 | s | S34 | n |

| N5 | s | S34 | n |

| N5 | s | S34 | n |

| N5 | s | S34 | n |

| N5 | s | S34 | n |

| N5 | s | S34 | n |

| N5 | s | S34 | n |

| N5 | s | S34 | n |

| N5 | s | S34 | n |

| N5 | s | S34 | n |

| N5 | s | S34 | n |

| N5 | s | S34 | n |

| N5 | s | S34 | n · Aa1 | Y1 · n |

| N5 | s | S34 | n · Aa1 | Y1 · n |

| N5 | s | S34 | n · Aa1 | Y1 · n |

| N5 | s | S34 | n · Aa1 | Y1 · n |

| N5 | s | S34 | n · Aa1 | Y1 · n |

| N5 | s | S34 | n · Aa1 | Y1 · n |

| N5 | s | S34 | n · Aa1 | Y1 · n |

| N5 | s | S34 | n · Aa1 | Y1 · n |

| N5 | s | S34 | n · Aa1 | Y1 · n |

| N5 | s | S34 | n · Aa1 | Y1 · n |

| N5 | s | S34 | n · Aa1 | Y1 · n |

| N5 | s | S34 | n · Aa1 | Y1 · n |

| N5 | s | S34 | n · Aa1 | Y1 · n |

| N5 | s | S34 | n · Aa1 | Y1 · n |

| N5 | s | S34 | n · Aa1 | Y1 · n |

| N5 | s | S34 | n · Aa1 | Y1 · n |

| N5 | s | S34 | HASH |

| N5 | s | S34 | HASH |

| N5 | s | S34 | HASH |

| N5 | s | S34 | HASH |

| N5 | s | S34 | HASH |

| N5 | s | S34 | HASH |

| N5 | s | S34 | HASH |

| N5 | s | S34 | HASH |

| N5 | s | S34 | HASH |

| N5 | s | S34 | HASH |

| N5 | s | S34 | HASH |

| N5 | s | S34 | HASH |

| N5 | s | S34 | HASH |

| N5 | s | S34 | HASH |

| N5 | s | S34 | HASH |

| N5 | s | S34 | HASH |

| Y5 · V13 | w | i | R4 · t · p |

| Y5 · V13 | w | i | R4 · t · p |

| Y5 · V13 | w | i | R4 · t · p |

| Y5 · V13 | w | i | R4 · t · p |

| Y5 · V13 | w | i | R4 · t · p |

| Y5 · V13 | w | i | R4 · t · p |

| Y5 · V13 | w | i | R4 · t · p |

| Y5 · V13 | w | i | R4 · t · p |

| Y5 · V13 | w | i | R4 · t · p |

| Y5 · V13 | w | i | R4 · t · p |

| Y5 · V13 | w | i | R4 · t · p |

| Y5 · V13 | w | i | R4 · t · p |

| Y5 · V13 | w | i | R4 · t · p |

| Y5 · V13 | w | i | R4 · t · p |

| Y5 · V13 | w | i | R4 · t · p |

| Y5 · V13 | w | i | R4 · t · p |